# Монту
Монту (егип. mnṯw) — древний бог города Гермонтиса, в области которого находились возвысившиеся и ставшие столицей Египта Фивы, которые также почитали Монту, откуда его традиционный эпитет — «владыка Фив». В фиванском пантеоне периода Нового царства Монту входил в состав триады Амон-Мут-Монту и считался сыном Амона и богини Мут. Первоначально Монту принадлежал к числу солнечных божеств и изображался нередко, подобно Ра, с головой кобчика; но при XIX династии получил характер бога войны. В этом образе он выступает в эпосе Пентаура как покровитель воинственного царя Рамсеса II в битве при Кадеше. Супруга Монту — Тененет.